# پرزیمیسلاو کازمیرکزاک
پرزیمیسلاو کازمیرکزاک (انگلیسی: Przemysław Kaźmierczak؛ زادهٔ ۵ مهٔ ۱۹۸۲) بازیکن فوتبال اهل لهستان است.
از باشگاه‌هایی که در آن بازی کرده‌است می‌توان به باشگاه فوتبال بوآویشتا، باشگاه فوتبال پوگون شچچین، باشگاه فوتبال دربی کانتی، باشگاه فوتبال ویتوریا ستوبال، باشگاه فوتبال پورتو، و باشگاه فوتبال شلاسک وروتسواف اشاره کرد.
وی همچنین در تیم ملی فوتبال لهستان بازی کرده‌است.